# Friedrich Georg Tilly
Friedrich Georg Tilly (ur. w lutym 1742 w Meklemburgii, zm. 20 listopada 1811 w Tylży) – oficer pruski, prezydent Warszawy.

## Życiorys
W 1794 r. uczestniczył w obleganiu powstańczej Warszawy.
Od 16 sierpnia 1798 r. (wspólnie z gubernatorem G. L. Köhlerem) kierował Tajną Policją Państwową.
Od 23 kwietnia 1799 r. do 27 listopada 1806 r. sprawował urząd prezydenta miasta. Ustąpił w momencie wkroczenia do Warszawy wojsk francuskich.